# Krásna Ves
Krásna Ves est un village de Slovaquie situé dans la région de Trenčín.

## Histoire
Première mention écrite du village en 1352.

## Démographie

### Évolution de la population
| Année:               | 1994. | 2004.   | 2014.   | 2024.    |
| -------------------- | ----- | ------- | ------- | -------- |
| Nombre de personnes: | 505   | 510     | 535     | 470      |
| Différence:          |       | +0,99 % | +4,90 % | -12,14 % |

| Année:               | 2023. | 2024. |
| -------------------- | ----- | ----- |
| Nombre de personnes: | 470   | 470   |
| Différence:          |       | +0 %  |